# Mateo Alemán
Mateo Alemán y de Enero (Sevilla, 1547 - Mèxic, ¿1615?) fou un escriptor espanyol del Barroc, dins de l'anomenat Segle d'or espanyol.
Mateo Alemán és conegut per la seva obra Guzmán de Alfarache una novel·la del gènere picaresc. És també conegut per la seva proposta ortogràfica per al castellà, dins una línia fonetista, que publicà a l'Ortografía castellana (Mèxic, 1609), la primera obra gramatical del castellà publicada al continent americà.